# Dynastie Jižní Ming
Dynastie Jižní Ming (南明朝 pinyin: nán míng cháo český přepis: Nan Ming čchao) byla v letech 1644 až 1662 poslední chanskou dynastií vládnoucí Číně. Představovala pokus jižní větve dynastie Ming o zachování vlády nad Čínou po pádu Pekingu koncem března 1644 a odpor proti nastupující mandžuské dynastii Čching, které nakonec podlehla. Kromě čchingské hrozby ze severu se dynastie musela vyrovnávat s celou řadou vnitřních problémů, které byly dědictvím po mingském státu: zkorumpovaností úředníků, fiskálními problémy, vzbouřenci atd.

## Hrozba: Mandžuové a rebelové
Na jaře 1644 si jen málokdo na mingském císařském dvoře v Pekingu uvědomoval vážnost hrozby, jež představovala vojska vzbouřenců, vedených Li C'-čchengem (李自成 lǐ zìchéng), postupujících na Peking. Za daleko vážnější byla považována hrozba Mandžuů. Ti byli ještě na přelomu 16. a 17. století vázáni tributem k dynastii Ming (poslední tribut odvedl Nurhači Mingům v roce 1609) a vojska Džurčenů ještě roku 1598 pomáhala Mingům odrazit japonskou invazi do Koreje. V té době ale již Nurhači sjednocoval kmeny Džurčenů a v roce 1616 vyhlásil na severu dynastii Pozdní Ťin (roku 1636 přejmenována na Čching). Do roku 1644 pak Džurčeni/Mandžuové ovládli prakticky všechna území severně od Velké čínské zdi. Ta však nebyla nepřekonatelnou překážkou, jak Mandžuové dokázali svými průniky přes Velkou zeď v letech 1629 a 1638.

## Pád Pekingu a konec Mingů
V březnu 1644 se k Pekingu blížila vojska Li C'-čchengových vzbouřenců ve dvou proudech, od jihu a od západu. Hlavní síly Mingů pod velením generála Wu San-kueje (吳三桂 wú sānguì) ustoupily v dubnu z Liao-ningu (TZ: 遼寧 ZZ: 辽宁 liáoníng) k Velké zdi do Šan-chaj-kuanu (TZ: 山海關 ZZ: 山海关 shānhǎi guān), asi 200 km na východ od Pekingu. Rozkaz k dalšímu pochodu na pomoc Pekingu však přišel příliš pozdě, neboť vážnost situace stále ještě nebyla u dvora pochopena. 24. března otevřeli císařští eunuchové vzbouřencům brány Pekingu a za úsvitu následujícího dne spáchal 16. a poslední císař dynastie Ming Čchung-čen (崇禎 chóngzhēn) sebevraždu. Před smrtí ještě dekretem nařídil úředníkům a vojákům, aby vzali jeho nejstaršího syna, patnáctiletého dědice trůnu, do bezpečí pryč z Pekingu. Dekret ale zůstal nenaplněn ležet v císařově pracovně, kde ho našli vzbouřenci. Ačkoliv není jisté, co přesně se stalo císařovým synům, má se za to, že nepřežili několik následujících dní po pádu města.
Koncem dubna obdržel generál Wu San-kuej rozkaz jít na pomoc Pekingu, ale bylo již pozdě – zpráva o pádu města ho zastihla na pochodu. Rozhodl se tedy vrátit se zpět do Šan-chaj-kuanu a vyčkat vývoje situace. Stále ještě existovala hrozba Čchingů zpoza Velké zdi a 18. května proti němu vyráží i 100 000 vzbouřenců vedených Li C'-čchengem. Wu San-kuej se tak ocitl v kleštích a jelikož jeho armáda byla jedinou vojenskou silou Mingů v oblasti a nemohl tedy doufat v příchod posil, rozhodl se uzavřít dohodu s Mandžuy ohledně společného postupu proti banditům. Za tím účelem jim i otevřel průchod přes Velkou zeď.

## Jižní Mingové a boj o moc
Ačkoliv centrální a západní Čína byla pod nadvládou vzbouřenců a Peking padl do rukou Čchingům, mingští loajalisté se rozhodli vzdorovat a na bohatém a lidnatém jihu vytvořili novou vládu, jež zpočátku sídlila v Nankingu (南京 nánjīng). Doufali, že odolají nájezdníkům ze severu stejně úspěšně, jako kdysi před nimi Jižní Sungové ve 12. století dokázali vzdorovat džurčenské dynastii Ťin.
V půli května 1644 se zprávy o pádu Pekingu a sebevraždě císaře donesly i do centrální Číny a spolu s množstvím uprchlíků a rebely přispěli k ještě větší destabilizaci zbytku mingské Číny. Úředníci v Nankingu – druhém hlavním městem Mingské říše – se proto rozhodli nečekat, zda nějaký císařův syn přežil a unikl a chtěli zvolit nějakého knížete z rodu Ču (朱 zhū) – když už ne rovnou jako císaře, tak alespoň jako tzv. „Pečovatele o stát“ (Ťien-kuo 建国 jiànguó). V Nankingu a okolí se v té době zdržovalo několik knížat, kteří většinou předtím uprchli z krajů ovládnutých vzbouřenci. Mezi úředníky tak vypukl boj o to, kterého z nich zvolit. Žádný z knížat nebyl významným vůdcem a zájmem úředníků bylo zvolit tak, aby měli z jeho zvolení co největší prospěch.
Nakonec se výběr zúžil na dva kandidáty. Prvním byl Ču Jou-sung (朱由崧 zhū yóusong), bratranec mrtvého císaře, známý též jako kníže z Fu (Fu-wang 福王 fúwáng). Někteří ministři v Nankingu se ale o něm vyjádřili, že:
| „ | … ačkoli je nejbližším příbuzným (mrtvého císaře), je tu sedm důvodů proti jeho intronizaci: je lakomý, nemorální, ovládaný vínem, neprokazuje synovskou oddanost, je krutý ke svým poddaným, nebude se učit a je známo jeho nesprávné jednání s vládními úřady. Kníže z Lu(h), synovec císaře Šen-cunga, je důstojný a inteligentní a měl by být intronizován. | “ |

Adresátem této zprávy byl ministr války Š' Kche-fa (史可法 shǐ kěfǎ), který se na jejím základě rozhodl přestat jenom nezúčastněně sledovat dění na nankingském dvoře a vrátil se do Nankingu, aby podpořil kníže z Lu(h) (潞王 lùwáng). Kníže z Lu(h) – vlastním jménem Ču Čchang-fang (朱常淓 zhū chángfang) – tak byl druhým kandidátem na „Pečovatele o stát“ a případně posléze císaře.
Š' Kche-fa ale nedokázal prosadit svého kandidáta proti knížeti z Fu, který byl spíše loutkou ovládanou úředníky a vojevůdci za ním. Ti se zpronevěřili vůči klasickému konfiuciánskému pojetí císaře vládnoucího díky Mandátu nebes (天命 tiānmìng) a vyhovovalo jim mít slabého císaře, kterého mohou ovládat. Jedním z těch, kdo podporovali knížete z Fu, byl i guvernér prefektury Feng-jang (凤阳 fèngyáng) v provincii An-chuej (安徽 ānhuī) Ma Š'-jing (马士英 mǎ shìyīng).
7. června byl knížeti z Fu udělen titul Pečovatele o stát a 19. června byl prohlášen císařem. Současný (čínský) rok měl ještě zůstat 17. rokem éry Čchung-čen a teprve od čínského Nového roku (28. ledna 1645) se začal počítat první rok nové éry Chung-kuang (弘光 hóngguāng).

## Obrana proti Čchingům

Čchingské kampaně proti Jižním Mingům 1645–1650:
žlutá – kampaň z roku 1645
purpurová – postup v roce 1646
hnědá – kampaně v letech 1647–1650
červená – operace jihomingských loajalistů
modrošedá – postup Čchingů proti Koxingovi a jeho klanu

Nový dvůr v Nankingu se musel nějak vyrovnat s hrozbou Mandžuů, kteří sice bezprostředně po ovládnutí Pekingu neměli v plánu ovládnutí celé Číny, ale mnozí čínští přeběhlící – mezi nimi zejména bývalý vysoký mingský úředník a vojevůdce Chung Čcheng-čchou (洪承疇 hóng chéngchóu) – je přiměli zvážit tuto alternativu. Když se v podobné situaci ocitli o několik století dříve Sungové, nabídli výkupné nejprve říši Kitanů Liao (遼 liáo) a později i dynastii Ťin, výměnou za mírovou koexistenci. O totéž se pokusili Jižní Mingové, ale princ regent Dorgon nabídku odmítl, neboť si byl vědom slabosti nankingského dvora a naopak požadoval bezpodmínečnou kapitulaci.
Po tomto diplomatickém neúspěchu padlo v Nankingu rozhodnutí, rozdělit oblast severně od řeky Jang-c' (扬子 yángzǐ) na čtyři obranné sektory a koordinací jejich obrany pověřit Š' Kche-faa. Š' Kche-fa tak byl odstraněn z Nankingu a zbaven možnosti zasahovat do každodenních záležítostí dvora, neboť vrchní velitelství bylo v Jang-čou (TZ: 揚州 ZZ: 扬州 yángzhōu) na Velkém kanále (TZ: 大運河 ZZ: 大运河 tà yùnhé). Jeho funkci u dvora převzal Ma Š'-jing.
Mezitím se Čchingové soustředili hlavně na ovládnutí okolí Pekingu a oblasti severně od Žluté řeky (黃河 huánghé). Část jejich vojsk spolu s bývalým mingským generálem Wu San-kuejem pronásledovala Li C'-čchengovy vzbouřence na západ až do Chu-peje (湖北 húběi), přičemž někteří vzbouřenci uprchli, jiní se vzdali a někteří se přidali k Jižním Mingům. V druhé polovině roku 1644 se také vzbouřenec Čang Sien-čung (張獻忠 zhāng xiànzhōng), který do té doby ovládal a plenil střední tok Jang-c’-ťiang, rozhodl přesunout sídlo svého království Ta Si (大西 dà xī, česky: „Velký Západ“) do S’-čchuanu (四川 sìchuān). Relativně příznivá situace pro Jižní Mingy ale skončila, když v říjnu 1644 dostal mandžuský princ Dodo od svého staršího bratra prince regenta Dorgona příkaz, aby se se svými vojsky vrátil z pronásledování banditů na západě do Pekingu. Tato vojska měla být použita pro plánovanou jižní kampaň proti Jižním Mingům.
Asi 100 000 vojáků čchingských korouhví (pa-čchi 八旗 bāqí) – podpořených asi 130 000 mingskými vojáky, kteří odmítli bojovat za Jižní Mingy – se vydala koncem listopadu z Pekingu směrem na jih pod vedením prince Doda. Cestou se k nim přidávají další vojáci, kteří odmítají bojovat za starou dynastii a města jim otevírají brány a platí výkupné.
V polovině května dorazila Dodova armáda před Jang-čou a 20. května 1645 byl zahájen útok na město, kde se opevnil Š' Kche-fa. 25. května byly brány prolomeny, Š' Kche-fa těžce zraněn, zajat a předveden před Doda. Ten požadoval kapitulaci jihomingských vojsk bránících město, ale Š' Kche-fa odmítl a byl zabit. Přesné okolnosti jeho smrti se v různých pramenech rozcházejí. Po pádu města následovalo „Deset dní masakru v Jang-čou“ (Jang-čou š'-ž' ťi 揚州十日記 yángzhōu shírì jì) – deset dní plenění, rabování, znásilňování a vraždění.

## Pád Nankingu a nový řád dobyvatelů
1. června Dodovy předsunuté jednotky překročily řeku Jang-c' nedaleko Nankingu a kníže z Fu prchnul před postupujícím nepřítelem na západ. Sám Dodo překročil řeku až 7. června a následujícího dne vstoupil do Nankingu. Zatímco někteří mingští loajalisté raději spáchali sebevraždu, jiní vítali u městských bran svého nového pána. 18. června byl prchající kníže z Fu zajat a eskortován k Dodovi, který ho později v říjnu vzal s sebou do Pekingu jako zajatce k císaři.
Předtím ale ještě v červnu Dodo nařizuje, aby si všichni vojáci (kromě vojsk čchingských Korouhví) vyholili vlasy na čele hlavy a z vlasů na temeni si spletli cop na znamení podřízenosti a loajality nové dynastii. 28. června přichází z Pekingu potvrzení tohoto rozkazu a zároveň rozšíření jeho platnosti na všechny dospělé muže (kromě duchovních a členů Korouhví). Zatímco z pohledu dobyvatelů bylo vnucení účesu a oděvu pouze drobností, pro Číňany to znamenalo ponížení jejich pocitu kulturní nadřazenosti nad „barbary“ a přispělo k posílení odporu vůči dobyvatelům.
Následovalo čchingské dobývání měst východně od Nankingu, kdy – stejně jako v mnoha případech předtím – se dobyvatelé setkávali na jedné straně se zarputilým odporem loajalistů, kteří přepadali mandžuské jednotky, a na druhé straně ochotou mnohých zradit starou dynastii. Jelikož značnou část Korouhví tvořili Číňané a mandžuské oddíly byly navíc podporovány bývalými mingskými jednotkami, které přeběhly na jejich stranu, mělo dobývání centrální a jižní Číny charakter občanské války.

## Režimy knížat z Lu a Tchang (1645–1646)
Jižní Mingové se opět museli potýkat s bezvládím. Ti, kterým se podařilo uprchnout z Nankingu, se shromáždili v Če-ťiangu (浙江 zhèjiāng) a stáli před nutností vybrat nového císaře. Tou dobou se (po útěku ze svých držav v Šan-tungu (山东 shāndōng)) zdržoval v Če-ťiangu kníže Ču I-chaj (朱以海 zhū yĭhăi), známý též jako kníže z Lu (魯王 lǔ wáng). Vysocí úředníci jihomingské vlády ho pozvali v srpnu 1645 do Šao-singu (TZ: 紹興 ZZ: 绍兴 shàoxīng), aby mu nabídli titul „Pečovatele o stát“ a později i titul císaře. Jemu loajální jednotky sílily a podařilo se jim získat i několik vítězství nad čchingskými jednotkami, které začaly pronikat do severního Če-ťiangu.
Nezávisle na vzestupu knížete z Lu v Če-ťiangu (a bez vědomí tamějšího dvora) byl dále na jihu ve Fu-ťienu (福建 fújiàn) jmenován Ču Jü-ťien (朱聿鍵 zhū yùjiàn) nejprve „Pečovatelem o stát“ (červenec 1645) a posléze císařem (18. srpna 1645). Ču Jü-ťien – známý též jako kníže z Tchang (唐王 táng wáng) – přijal jako pojmenování éry své vlády označení Lung-wu (隆武 lóngwŭ ~ éra „Velké armády“). Až do října téhož roku neměl dvůr knížete z Tchang ve Fu-čou (福州 fúzhōu) o existenci druhého dvora v Šao-singu ponětí; platilo to i naopak. Když se oba dvory dozvěděly o vzniklé situaci, uzavřely mezi sebou dohodu o spolupráci, která ale byla oslabována vzájemnou rivalitou. I přesto se ale zdálo, že nyní mají vlády knížat z Lu a Tchang větší šanci na úspěch, než jakou měl režim knížete z Fu.
Počátkem července 1646 padlo Chang-čou (杭州 hángzhōu), největší město na severu Če-ťiangu, a 13. července byl obsazen Šao-sing. Dvůr knížete z Lu se rozprchl a samotný kníže utekl na ostrov Čou-šan (舟山 zhōushān) u severního pobřeží Če-ťiangu a později do Amoy. Po roce 1646 ale již neměl téměř žádnou moc a tak zbytek života dožil v Amoy, kde také roku 1662 zemřel.

## Éra Lung-wu (1645–1646)
Kníže z Tchang, který nyní vládl jako císař éry Lung-wu z Fu-čou v severním Fu-ťienu, se ukázal být schopným vůdcem. Jeho zdroje ale byly značně omezeny, protože reálná vojenská moc byla v rukou místních válečníků. Mezi nimi vynikal amoyský obchodník, námořník a pirát Čeng Č’-lung (鄭芝龍 zhèng zhīlóng) a jeho rodinný klan. Jeho pomoc a podporu, nejenom v boji proti Čchingům, ale i proti ostatním místním banditům, se pokusil kníže z Tchang získat a proto ho v roce 1644 jmenoval vévodou z Nan-anu (南安 nánān) a vojenským komisařem oblasti. Čeng Č’-lung a jeho rodina ovládali díky silné flotile pobřeží od Chang-čou po Kanton. I přes svoji moc se ale Čeng Č’lung nechtěl zaplést do riskantního dobrodružství s jihomingským dvorem a jeho pomoc byla pouze částečná, přičemž si ponechal prostor pro vyjednávání s mingským přeběhlíkem Chung Čcheng-čchouem (洪承疇 hóng chéngchóu) a Čchingy.

## Panovníci
Seznam panovníků od 1644 do 1662:
| Vlastní jméno                       | Chrámové jméno         | Éra                                                                                | Období vlády | Známý jako                    |
| ----------------------------------- | ---------------------- | ---------------------------------------------------------------------------------- | ------------ | ----------------------------- |
| Ču Jou-sung 朱由崧 zhū yóusong      | An-cung 安宗 ānzōng    | Chung-kuang 弘光 hóngguāng                                                         | 1644–1645    | kníže z Fu 福王 fú wáng       |
| Ču Jü-ťien 朱聿鍵 zhū yùjiàn        | Šao-cung 紹宗 shàozōng | Lung-wu 隆武 lóngwŭ                                                                | 1645–1646    | kníže z Tchang 唐王 táng wáng |
| Ču Čchang-fang 朱常淓 zhū chángfang | žádné                  | žádná, ale občas označována jako Vláda knížete z Lu (Luh) 潞王臨國 lù wáng lín guó | 1645         | kníže z Lu (Luh) 潞王 lù wáng |
| Ču I-chaj 朱以海 zhū yĭhăi          | žádné                  | žádná, ale občas označována jako Vláda knížete z Lu (Lou) 魯王臨國 lǔ wáng lín guó | 1645–1653    | kníže z Lu (Lou) 魯王 lǔ wáng |
| Ču Jü-jüe 朱聿[金粵] zhū yùyue      | žádné                  | Šao-wu 紹武 shàowǔ                                                                 | 1646         | kníže z Tchang 唐王 táng wáng |
| Ču Jou-lang 朱由榔 zhū yóulang      | Čao-cung (昭宗)        | Jung-li 永曆 yŏngli                                                                | 1646–1662    | kníže z Kuej 桂王 guì wáng    |